# Leh, Ceh și Rus

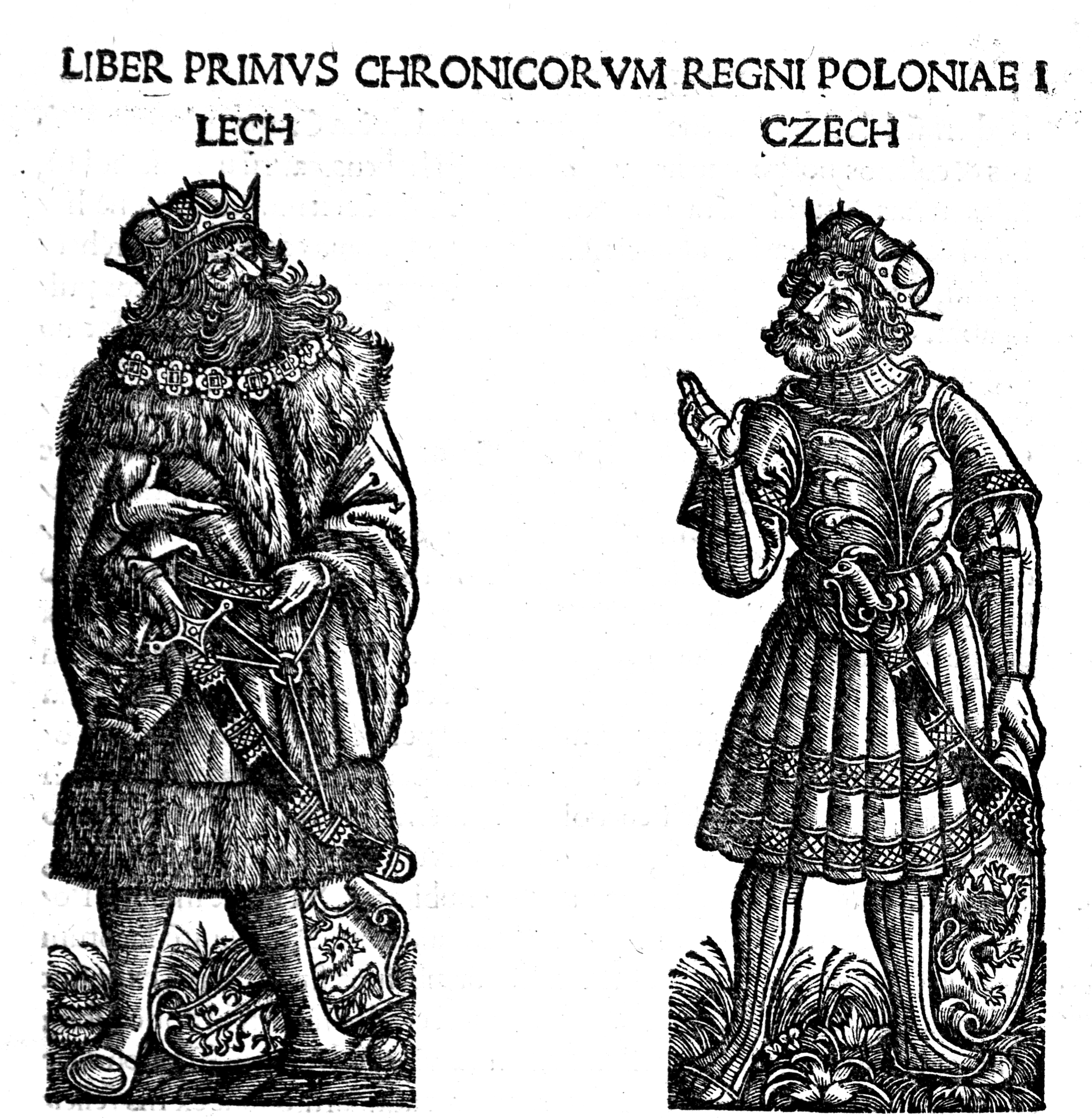
Frații Leh şi Ceh fondatorii teritorilor slavice: Lehia (Polonia) și Boemia în "Chronica Polonorum" (1506)

Leh, Ceh și Rus sunt trei frați legendari care au fondat națiunile Slavice : Lehia (Polonia), Boemia, Moravia și Silezia (Cehia), și Rutenia (Rusia, Belarus, și Ucraina).